# آومیشوو
آومیشوو (به لاتین: Aumyshevo) یک منطقهٔ مسکونی در روسیه است که در باشقیرستان واقع شده‌است.